# Емануель Шлехтер
Емануель Шлехтер (псевд. Еман; 9 жовтня 1904 або 26 березня, Львів — 11 листопада 1943, Львів) — єврейсько-польський пісняр, автор текстів пісень, сценарист, сатирик, перекладач, співак, композитор і режисер.

## Життєпис
Походив із полонізованої єврейської родини середнього достатку. Як доброволець (будучи ще гімназистом) боровся у війні з більшовиками 1920 року. Студіював право в Університеті Яна Казимира у Львові і водночас виступав у кабаре та театрах. Від початку був пов'язаний з Польським Радіо Львів, де виявив себе як мовний пурист, про якого колеги говорили: «більш польський, ніж поляки». Навіть прізвище своє записував згідно з польською транслітерацією: Szlechter. Близько 1933 року виїхав до Варшави.
Замордований окупантами разом з дружиною і сином у Янівському концентраційному таборі у Львові не пізніше 1943 р.

## Доробок
У Варшаві став одним із найбажаніших авторів діалогів, сценаріїв, пісень. Брав участь у створенні майже тридцяти фільмів, в тому числі трьох фільмів Міхала Вашинського (Michał Waszyński) про львівських батярів — Щепка і Тонька. Його пісні і нині відомі у Польщі, хоча прізвище автора текстів залишається в тіні.
- «Кожен може кохати» («Każdemu wolno kochać»),
- «А мені шкода літа» («A mnie jest szkoda lata»),
- «Трішки щастя в коханні» («Odrobinę szczęścia w miłości»),
- «Сексепіл» («Sexapeal»),
- «На дев'яту домовився з нею» («Umówiłem się z nią na 9-tą»).

«Львівські» пісні:
- «Тільку ві Львові» («Tylko we Lwowie»)[2],
- «Серце батяра» («Serce batiara»),
- «Маю ґітару ві Львові куплену» («Mam gitarę kupioną we Lwowie», інша назва «Розспіваний Львів»(«Rozśpiewany Lwów») чи «Ми два обацвай») («My dwaj obacwaj»)[3].